# Evolução Sistemática de Ligantes por Enriquecimento Exponencial
Evolução Sistemática de Ligantes por Enriquecimento Exponencial (SELEX - Systematic Evolution of Ligands by Exponential Enrichment, em inglês) também conhecido por seleção in vitro ou evolução in vitro, é uma técnica de combinação química na biologia molecular para a produção de oligonucleotídios de DNA ou RNA de cadeia única que se ligam especificamente com um ligante ou ligantes alvo. Embora SELEX apareça como o nome mais usado geralmente para o procedimento, alguns pesquisadores têm referido ao procedimento como SAAB (área de ligação selecionada e amplificada) e CASTing (seleção e amplificação cíclica de alvos).
O processo começa com a síntese de uma enorme biblioteca de oligonucleotídios consistindo de sequências geradas aleatoriamente de comprimento fixo cercado por extremidades 5' e 3' que servem como iniciadores. Para uma região aleatória de comprimento n, o número de sequências possíveis na biblioteca é 4ⁿ (n posições com 4 possibilidades (A,T,C,G) em cada posição). As sequências na biblioteca são expostas para o ligante alvo - o qual pode ser uma proteína ou um pequeno componente orgânico - e aqueles que não se ligam ao alvo são removidos, normalmente por cromatografia de afinidade. As sequências ligadas são decantadas e amplificadas por RCP para serem preparadas para as etapas subsequentes da seleção, em que a rigidez das condições da decantação são aumentadas para identificar as sequências de mais ligações mais fortes. Um avanço no método original permite uma biblioteca de RNA omitir as regiões constantes de iniciadores, as quais podem ser difícil de remover após o processo de seleção porque elas estabilizam estruturas secundárias que são instáveis quando formadas por uma única região aleatória.
A técnina tem sido utilizada para evolver aptâmeros de extrema afinidade de ligação com uma variedade de ligantes alvos, incluindo moléculas pequenas como o ATP, a adenosina e proteínas como os príons e VEGF (fator de cerscimento endotelial vascular). Usos clínicos da técnica são recomendados por aptâmetos que se ligam a marcadores de tumor a um ligante-VEGF aptâmero, nomeado comercialmente de Macugen foi aprovado pela FDA para tratamento de degeneração macular.
Um cuidado avançado em relação com o método enfatiza que a seleção para ligações de afinidade extrema e sub-nanomolar podem de fato não beneficiar a especificidade para a molécula alvo. Ligações fora do alvo relacionado com moléculas podem ter efeitos clínicos significantes.